# Ambrosio Montt Luco
Ambrosio Montt Luco (Santiago, 7 de diciembre de 1830-Valparaíso, 18 de febrero de 1899), fue un abogado y político nacional chileno.

## Primeros años de vida
Hijo del político Lorenzo Montt y Pérez de Valenzuela y de doña María del Carmen Luco y Fernández. Perteneció a la emblemática familia Montt.
Estudió en el Seminario Conciliar de Santiago y en el Instituto Nacional, luego estudió Leyes en el mismo Instituto Nacional, donde egresó de abogado el 11 de octubre de 1860. Su tesis versó sobre "Bases de una Ley Electoral". Posteriormente se dedicó a las letras, desde el punto de vista jurídico y poético.
En 1851 redactó "El Mercurio" de Valparaíso, donde demostró sus habilidades y cualidad de polemista. En 1853 viajó a Europa en busca de una mayor expansión cultural. Regresó en 1857 y escribió "El Gobierno y la Revolución". En 1860 fue designado redactor de "El Araucano". 

### Matrimonio e hijos
Contrajo matrimonio con su prima en segundo grado Luz Montt Montt, hija del presidente Manuel Montt Torres y de Rosario Montt Goyenechea, con la cual tuvo seis hijos, entre ellos se cuenta a Lorenzo Montt Montt.

## Vida política
Militante del Partido Nacional, fue elegido Diputado por Valparaíso y Casablanca en tres períodos consecutivos (1861-1870), integrando la comisión permanente de Gobierno y Relaciones Exteriores.
Diputado por Ovalle, Combarbalá e Illapel (1870-1873), fue miembro de la comisión permanente de Educación y Beneficencia.
Diputado por Itata y Maule en dos períodos consecutivos (1873-1879), integrando la comisión permanente de Gobierno y Relaciones Exteriores.
Finalmente, Diputado por Talca (1879-1882).
En 1879 publicó sus "Discursos y Escritos Políticos". 
Fiscal de la Corte Suprema de Justicia (1881). Ministro plenipotenciario en Argentina y Uruguay (1883) y en Inglaterra (1886-1887). Representó a Chile ante la Santa Sede (1888).
En 1888 dejó los cargos diplomáticos y reasumió la Fiscalía de la Corte, sirviendo en este cargo hasta 1896, fecha en que se retiró a vivir a Viña del Mar. Sus dictámenes se recopilaron en un volumen y dictaron jurisprudencia. 
Se mantuvo neutral durante la revolución de 1891. El 29 de agosto de 1891, cuando fue jefe accidental de la República el General de División don Manuel Baquedano, cooperó como encargado en el Departamento de Relaciones Exteriores.